# Referendo sobre a Constituição Europeia espanhola de 2005

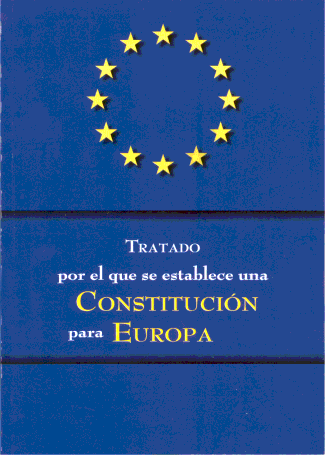
Capa de uma edição do tratado constitucional publicada e distribuída gratuitamente pelo governo espanhol

Um referendo sobre o Tratado que estabelece uma Constituição para a Europa foi realizado na Espanha no domingo, 20 de fevereiro de 2005. A pergunta feita foi “Você aprova o Tratado que estabelece uma Constituição para a Europa?” (em castelhano: ¿Aprueba usted el Tratado por el que se establece una Constitución para Europa?). O referendo consultivo sobre a ratificação da Constituição proposta para a União Europeia foi aprovado por 81,8% dos votos válidos, embora a participação tenha sido de apenas 41,8%, o menor índice desde o fim da era Franco.
O referendo não era juridicamente vinculante para o governo, mas abriu caminho para a ratificação parlamentar do tratado constitucional, que ocorreu no Congresso dos Deputados em 28 de abril de 2005, com um resultado de 319–19 a favor da aprovação, e no Senado da Espanha em 18 de maio de 2005, com um resultado de 225–6.

## Campanha
Tanto o Partido Socialista Operário Espanhol (PSOE), que estava no governo, como o principal partido de oposição, o Partido Popular (PP), fizeram campanha pelo “Sim”. Eles contaram com o apoio do Partido Nacionalista Basco (EAJ–PNV) e do partido nacionalista Convergência e União (CiU), da Catalunha. Entre os partidos que fizeram campanha pelo “Não” estavam a Esquerda Unida (IU), o Bloque Nacionalista Galego (BNG, Bloco Nacionalista Galego), a Esquerra Republicana de Catalunya (ERC), Iniciativa per Catalunya Verds (ICV), o partido social-democrata Chunta Aragonesista (CHA), o social-democrata Eusko Alkartasuna, de caráter nacionalista basco, além dos sindicatos Confederación Intersindical Galega (CIG) e CGT.
Em meio à apatia generalizada em torno do tratado constitucional, e ao desconhecimento de seu conteúdo (em uma pesquisa do governo, 90% dos eleitores admitiram saber pouco ou nada a respeito), o governo contratou celebridades para ler trechos do texto em transmissões diárias na televisão, e cinco milhões de cópias (sem anexos) foram distribuídas junto aos jornais de domingo. Enquanto muitos achavam que o resultado do referendo era previsível, temia-se que a participação pudesse ficar entre 40% e 50% do eleitorado, o que acabou se confirmando.
No fim de janeiro de 2005, várias entidades que defendiam o “Não” reclamaram junto à Comissão Eleitoral Nacional independente da Espanha sobre a campanha de informação planejada pelo governo:
- Em 14 de janeiro, a ERC exigiu que a Comissão Eleitoral Nacional bloqueasse o que via como promoção injusta do tratado pelo governo.
- Em 19 de janeiro, o Centro de Estudos Jurídicos Tomás Moro (CJSTM) e a organização "Outra Democracia é Possível" reclamaram à Comissão Eleitoral Nacional sobre o que consideravam campanha injusta do governo.

Em resposta a essas queixas, a Comissão determinou que a campanha do governo deveria ter caráter puramente informativo, proibindo diversos slogans de campanha:
A campanha a ser conduzida pelo Governo, no âmbito do presente processo referendário, deve informar objetivamente sobre o conteúdo do Tratado… Todos os juízos de valor e slogans anteriormente usados na TV, em sites e outros meios de comunicação, por exemplo, “Estamos em primeiro com a Europa”, bem como afirmações que possam, direta ou indiretamente, influenciar a posição ou a atitude dos cidadãos, devem ser retirados.

## Resultados
| Pergunta                                                        |
| --------------------------------------------------------------- |
| Aprova o Tratado que estabelece uma Constituição para a Europa? |

| Escolha                            | Escolha                            | Votos      | %      |
| ---------------------------------- | ---------------------------------- | ---------- | ------ |
| Durante                            | Durante                            | 11,057,563 | 81.84  |
| Contra                             | Contra                             | 2,453,002  | 18.16  |
| Total                              | Total                              | 13,510,565 | 100.00 |
|                                    |                                    |            |        |
| Votos válidos                      | Votos válidos                      | 13,510,565 | 93.23  |
| Votos inválidos/em branco          | Votos inválidos/em branco          | 981,187    | 6.77   |
| Total de votos                     | Total de votos                     | 14,491,752 | 100.00 |
| Eleitores registrados/participação | Eleitores registrados/participação | 34,692,491 | 41.77  |
| Fonte: Ministério do Interior      |                                    |            |        |

### Por região

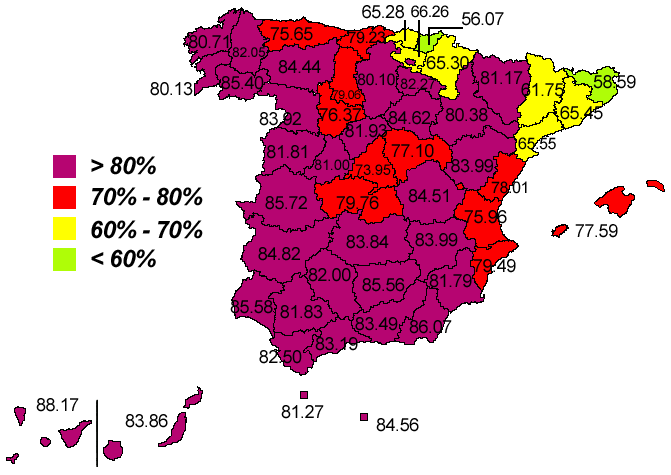
Distribuição dos votos “Sim” por província.

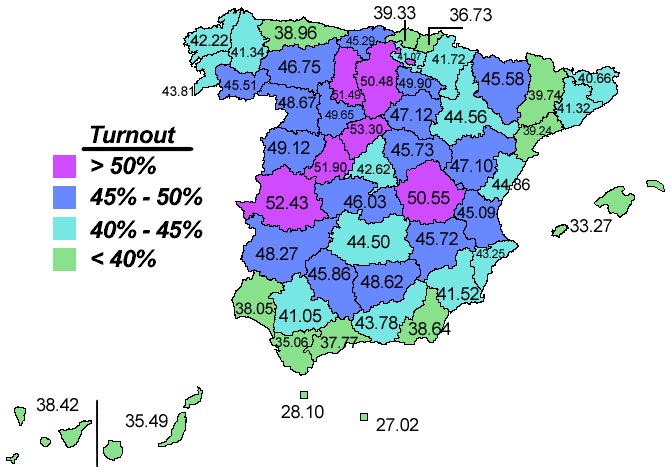
Distribuição da participação por província.

| Região | Região                | Eleitorado | Participação | Sim        | Sim       | Não       | Não   |           |       |         |       |
| Região | Região                | Eleitorado | Participação | Votos      | %         | Votos     | %     |           |       |         |       |
| ------ | --------------------- | ---------- | ------------ | ---------- | --------- | --------- | ----- | --------- | ----- | ------- | ----- |
| Região | Região                | Eleitorado | Participação |            | Andaluzia | 6,100,011 | 40.30 | 2,032,605 | 87.78 | 282,916 | 12.22 |
|        | Aragão                | 1,018,912  | 44.67        | 365,452    | 86.39     | 57,583    | 13.61 |           |       |         |       |
|        | Astúrias              | 986,215    | 38.40        | 287,567    | 81.47     | 65,390    | 18.53 |           |       |         |       |
|        | Ilhas Baleares        | 690,026    | 33.14        | 175,635    | 82.94     | 36,135    | 17.06 |           |       |         |       |
|        | País Basco            | 1,798,502  | 38.45        | 431,424    | 65.31     | 229,108   | 34.69 |           |       |         |       |
|        | Ilhas Canárias        | 1,473,346  | 36.53        | 461,153    | 89.82     | 52,266    | 10.18 |           |       |         |       |
|        | Cantábria             | 481,183    | 44.55        | 168,613    | 84.65     | 30,573    | 15.35 |           |       |         |       |
|        | Castela e Leão        | 2,177,491  | 48.62        | 851,707    | 86.69     | 130,813   | 13.31 |           |       |         |       |
|        | Castela–La Mancha     | 1,471,525  | 45.77        | 548,725    | 87.46     | 78,682    | 12.54 |           |       |         |       |
|        | Catalunha             | 5,314,358  | 40.60        | 1,386,794  | 69.90     | 597,198   | 30.10 |           |       |         |       |
|        | Ceuta                 | 56,681     | 27.91        | 12,772     | 85.86     | 2,103     | 14.14 |           |       |         |       |
|        | Estremadura           | 885,944    | 49.30        | 368,671    | 90.13     | 40,362    | 9.87  |           |       |         |       |
|        | Galiza                | 2,617,092  | 41.14        | 876,289    | 87.54     | 124,745   | 12.46 |           |       |         |       |
|        | La Rioja              | 235,859    | 48.83        | 94,443     | 87.34     | 13,695    | 12.66 |           |       |         |       |
|        | Madri                 | 4,463,272  | 41.89        | 1,377,657  | 79.37     | 358,184   | 20.63 |           |       |         |       |
|        | Melilla               | 13,005     | 26.36        | 10,940     | 87.61     | 1,547     | 12.39 |           |       |         |       |
|        | Múrcia                | 947,599    | 41.24        | 317,207    | 86.41     | 49,887    | 13.59 |           |       |         |       |
|        | Navarra               | 467,355    | 41.23        | 125,191    | 69.39     | 55,233    | 30.61 |           |       |         |       |
|        | Comunidade Valenciana | 3,457,789  | 44.14        | 1,164,718  | 82.53     | 246,582   | 17.47 |           |       |         |       |
|        | Total                 | 34,692,491 | 41.77        | 11,057,563 | 81.84     | 2,453,002 | 18.16 |           |       |         |       |
|        |                       |            |              |            |           |           |       |           |       |         |       |
| Fontes |                       |            |              |            |           |           |       |           |       |         |       |